# امیکرون۲ شکارچی
امیکرون۲ شکارچی (انگلیسی: Omicron2 Orionis) ستاره‌ای منفرد در صورت فلکی شکارچی است. قدر بصری ظاهری آن ۴.۰۶ است، که به اندازه کافی روشن است که با چشم غیر مسلح دیده شود. بر اساس یک جابجایی اختلاف منظر سالانه ۱۷.۵۴ ماس، حدود ۱۸۶ سال نوری از خورشید فاصله دارد. در آن فاصله، قدر بصری ستاره با ضریب جذب بین‌ستاره‌ای ۰.۰۹ به دلیل وجود غبار کاهش می‌یابد.
این ستاره تا حدود ۱۵ برابر شعاع خورشید منبسط شده است و با ۷۹ برابر درخشندگی خورشید از اتمسفر بیرونی خود در دمای مؤثر ۴۴۹۸ کلوین می‌درخشد.